# 柏尾诚一郎
柏尾诚一郎（日语：／ Kashio Seiichiro，1892年1月2日—1962年9月6日），日本男子网球运动员。他在1920年安特卫普夏季奥林匹克运动会中，参加了男子网球比赛并获得男子双打银牌。